# Ali Wukovits
Ali Wukovits (* 9. Mai 1996 in Wien) ist ein österreichischer Eishockeyspieler, der seit Mai 2021 beim EC Red Bull Salzburg in der Österreichischen Eishockey-Liga unter Vertrag steht.

## Karriere
Wukovits begann seine Karriere in der Jugendabteilung der Vienna Capitals. Seine ersten EBEL-Einsätze bekam Wukovits in der Saison 2012/13.
Im Sommer 2014 wagte Wukovits den Sprung in die schwedische U20-Liga zu Färjestad BK. Dort spielte er zwei Jahre und verbuchte in 45 Spielen, 4 Tore und 10 Assists. Während der zweiten Saison war Wukovits sehr lange verletzt, was seine Entwicklung zunächst einschränkte.
Danach kehrte der 20-jährige zurück nach Wien zu den Capitals und scorte in 27 Spielen insgesamt 6 Punkte. Auch in dieser Saison verletzte sich Wukovits und fiel lange aus. In den folgenden Jahren steigerte er seine Punktausbeute kontinuierlich und wurde nach 49 Scorerpunkten in 57 Partien der Saison 2020/21 vom EC Red Bull Salzburg für drei Jahre verpflichtet, wobei sein jährliches Gehalt etwa verdreifacht wurde. Gemeinsam mit Wukovits wechselten Ty Loney und Benjamin Nissner zu den Roten Bullen.

## Erfolge und Auszeichnungen
- 2017 Österreichischer Meister mit den Vienna Capitals
- 2018 EBEL-Youngstar des Monats Jänner
- 2022 Österreichischer Meister mit dem EC Red Bull Salzburg

## Karrierestatistik
(Legende zur Spielerstatistik: Sp oder GP = absolvierte Spiele; T oder G = erzielte Tore; V oder A = erzielte Assists; Pkt oder Pts = erzielte Scorerpunkte; SM oder PIM = erhaltene Strafminuten; +/− = Plus/Minus-Bilanz; PP = erzielte Überzahltore; SH = erzielte Unterzahltore; GW = erzielte Siegtore; 1 Play-downs/Relegation; Kursiv: Statistik nicht vollständig)